# Underworld: Blood Wars
Underworld: Blood Wars ist ein Fantasy-Horror-Actionfilm der Regisseurin Anna Foerster aus dem Jahr 2016. Es ist der fünfte Teil in der Underworld-Filmreihe und der vierte Film der Reihe mit Kate Beckinsale in der Hauptrolle sowie eine Fortsetzung des Films Underworld: Awakening (2012).

## Handlung
Der Lykaner Marius ist auf der Suche nach Eve und hofft, diese über deren Mutter Selene zu finden. Bei einer Verfolgungsjagd durch die Werwölfe wird die Todeshändlerin von David gerettet. Er und sein Vater Thomas überreden Selene, die Amnestie des Östlichen Ordens anzunehmen und in die Gemeinschaft der Vampire zurückzukehren, um die Vampire für den Kampf gegen die Lykaner zu trainieren. Das Angebot stellt sich als Falle des Ratsmitgliedes Semira heraus, die Selene den Tod von Victor nicht verzeihen kann und durch Intrigen zur mächtigsten Vampirin des Ordens aufsteigen möchte. David rettet zusammen mit seinem Vater die Todeshändlerin, doch Thomas wird während der Flucht von Semira getötet.
Unterschlupf finden die beiden beim Nördlichen Orden. Vidar, der Älteste dieses Ordens, eröffnet David, Sohn von Amelia und damit letzter reinrassiger Vampir zu sein. Kurz darauf wird die nördliche Festung von den Lykanern angegriffen, und Selene wird von Marius besiegt. Als er begreift, dass die Vampirin den Aufenthaltsort ihrer Tochter nicht kennt, bläst er zum Rückzug. Die sterbende Selene sucht über das Wasser den Weg in die andere Welt, der ihr von Vidars Tochter kurz zuvor verheißen wurde.
Nach seiner Rückkehr zum Östlichen Orden entlarvt David die Intrigen von Semira und übernimmt die Führung bei der Verteidigung des Schlosses vor den Lykanern. Die Schlacht scheint schon verloren, als die aus der anderen Welt zurückgekehrte Selene zusammen mit Vampiren des Nördlichen Ordens die Wende bringt. Im Duell mit Marius gerät Selene mit dessen Blut in Kontakt und erfährt auf diese Weise, dass der Lykaner ihren Geliebten Michael getötet hat, um an sein Blut zu kommen. Die Einnahme des Blutes verleiht ihm zusätzliche Macht. Da ihm das Blut ausgeht, ist er verzweifelt auf der Suche nach Eve, die die gleichen Eigenschaften wie ihr Vater hat. Selene tötet Marius und beendet damit den Angriff auf den Orden.

## Hintergrund
Die Dreharbeiten begannen am 19. Oktober 2015 in Prag. Als Kulisse für den Östlichen Orden diente Schloss Frauenberg. Der Hamburger Hauptbahnhof diente als Außenansicht von dem am Anfang zu sehenden Bahnhof.

## Kritik
Das Lexikon des internationalen Films urteilt: „Bemühte Fortsetzung der Fantasy-Reihe über den Kampf zwischen Vampiren und Werwölfen, in der die Menschen das Geheimnis beider Spezies gelüftet haben und alles daran setzen, sie auszulöschen. (...) Das Fantasy-Spektakel rankt sich um Fragen nach der Möglichkeit des Zusammenlebens unterschiedlicher Völker und vereint Heavy Metal, Film noir, schwarze Romantik, Fetischismus und Dekadenz zu einem halbgaren Horror-Action-Getöse.“

„Selene ist an einem persönlichen Tiefpunkt angelangt und wirkt trotz gewohnt engem Lack und Leder-Outfit nachdenklicher und zerbrechlicher, als zuvor. […] Der Film liefert gleich zu Beginn die gewohnte Portion an Action, die man aus der blauschwarzgefärbten ‚Underworld‘-Welt gewohnt ist. Überraschenderweise folgt aber mehr als eine einfache Aneinanderreihung von Action- szenen: Machtverhältnisse verschieben sich spannend, unerwartete Wendungen und undurchschaubaren Spielregeln tauchen auf.“